# تناجر قشي الظهر
تناجر قشي الظهر (الاسم العلمي: Tangara argyrofenges)، هو نوع من الطيور يتبع فصيلة التناجر ضمن رتبة العصفوريات.